# Jalkapallon suomenmestaruuskilpailut 1925
La Jalkapallon suomenmestaruuskilpailut 1925 fu la diciassettesima edizione del campionato finlandese di calcio. Fu giocato in un formato di coppa e vide la vittoria dell'HJK.

## Semifinali
|     | Risultati |       | Luogo e data |
| --- | --------- | ----- | ------------ |
| TPS | 4-3       | Sudet |              |
| HJK | 2-2       | KIF   |              |
| HJK | 4-0       | KIF   |              |
|     |           |       |              |

## Finale
|     | Risultati |     | Luogo e data |
| --- | --------- | --- | ------------ |
| HJK | 3-2       | TPS |              |
|     |           |     |              |